# Gabriel Christie
Gabriel Christie (ur. 1755, zm. 1 kwietnia 1808 w Baltimore, Maryland) – amerykański polityk.
W dwóch różnych okresach był przedstawicielem szóstego okręgu wyborczego w stanie Maryland w Izbie Reprezentantów Stanów Zjednoczonych. Po raz pierwszy reprezentował go w latach 1793–1797 przez dwie dwuletnie kadencje Kongresu Stanów Zjednoczonych, a następnie powrócił na to miejsce w latach 1799–1801 na kolejną dwuletnią kadencję.